# Ángel López Ruano
Ángel Domingo López Ruano (Santa Lucía de Tirajana, Gran Canaria, España, 10 de marzo de 1981), conocido como Ángel López, es un exfutbolista español. Jugaba de defensa lateral derecho. Actualmente es entrenador del U. D. Lanzarote de la Tercera División de España.

## Trayectoria

### Jugador
Este jugador canario se formó en la cantera de la U. D. Las Palmas, en Tercera División. Fue ascendido al primer equipo en Primera División en la temporada 2000-2001. En la temporada 2002-2003 fue traspasado al R. C. Celta de Vigo. Tras el descenso de este equipo a segunda división, en agosto de 2007 fue contratado por el Villarreal C. F..
El 9 de enero de 2011 sufrió una rotura del ligamento cruzado anterior de la rodilla durante el partido Real Madrid-Villarreal, tuvo que ser operado en Barcelona. Se estimó un periodo de baja de seis meses, pero este se alargó hasta los diez meses, volviendo a jugar un partido el 2 de noviembre de 2011 ante el Manchester City en la Liga de Campeones.
Al final de la temporada 2011/12 se desvincula del Villarreal, que descendió a segunda. Tras unas semanas sin equipo el 30 de agosto ficha por el Real Betis Balompié, equipo con el que completó una temporada. Al año siguiente regresó a su club de origen, La U. D. Las Palmas, con la que consiguió el ascenso en la temporada siguiente.  Una lesión en pretemporada le deja inédito prácticamente toda la temporada en Primera y al finalizar la misma rescinde su contrato con el club insular.

### Entrenador
Tras su retirada se dedica a entrenar y en el verano de 2017 se convierte en ayudante de Suso Hernández en el banquillo de Las Palmas Atlético en Segunda División B. En la temporada 2019-20 se hizo cargo del juvenil B de la U. D. Las Palmas.
Para la temporada 2020-21 pasó a ser ayudante de Pepe Mel en la primera plantilla del club canario. Abandonó el cargo por motivos personales en septiembre de 2021. En mayo de 2022 se incorporó a la U. D. Villa de Santa Brígida para ser su entrenador principal en la temporada 2022-23 de la Tercera División de España. Estuvo dos temporada en el club y en junio de 2024 no renovó su contrato.
Tras un año sin entrenar en julio de 2025 se incorporó al banquillo de la U. D. Lanzarote también en Tercera Federación.

## Clubes
| Club                | País   | Año         | Part. | Goles |
| ------------------- | ------ | ----------- | ----- | ----- |
| Las Palmas Atlético | España | 1998 - 2000 | ¿?    | ¿?    |
| U. D. Las Palmas    | España | 2000 - 2002 | 86    | 1     |
| R. C. Celta de Vigo | España | 2002 - 2007 | 136   | 4     |
| Villarreal C. F.    | España | 2007 - 2011 | 150   | 3     |
| Real Betis          | España | 2012 - 2013 | 15    | 1     |
| U. D. Las Palmas    | España | 2013 - 2016 | 73    | 10    |

## Selección nacional
Su debut se produjo el 15 de noviembre de 2006 en un partido amistoso en el que España jugó contra Rumania en el estadio Ramón de Carranza (Cádiz), con resultado 0–1 para los rumanos.